# Río Teno
Río Teno är ett vattendrag i Chile.   Det ligger i regionen Región del Maule, i den södra delen av landet, 180 km söder om huvudstaden Santiago de Chile.
Omgivningen kring Río Teno består i huvudsak av gräsmarker. Området är  ganska glesbefolkat, med 42 invånare per kvadratkilometer.